# Ognjenik
Ognjeník (tudi vulkán) je geološka površinska oblika, ki se največkrat pojavlja kot gora ali hrib. Nastane zaradi akumulacije magmatskega materiala, izbruhanega iz notranjosti Zemlje zaradi tamkajšnjih pritiskov. Ognjenik ima lahko poleg najbolj znane stožčaste oblike tudi zelo položna pobočja, ki tvorijo vzpetino v obliki ščita, ali pa je celo popolnoma raven.
Velika večina ognjenikov se nahaja pod morsko gladino. V preteklih 10.000 letih je bilo na Zemlji dejavnih 1511 ognjenikov, od katerih jih je v času dokumentirane zgodovine bruhalo 539. Vsako leto pa je ognjeniško aktivnost moč opaziti pri približno 50 do 60 vulkanih. Ognjeniški izbruhi predstavljajo veliko naravno nevarnost za okoliško prebivalstvo, in sicer zaradi tokov lave ali padajočega pepela, pa tudi strupenih plinov.
Vsi ognjeniki nastajajo z akumulacijo (usedanjem) magme, ki izbruhne iz odprtin v površini Zemlje, ognjeniških dimnikov. Ti lahko tvorijo tudi celotno ognjeniško verigo.
Material, ki kasneje izbruhne, je ustvarjen globoko pod površino v zgornjem delu plašča, včasih pa tudi v bazi Zemljine skorje, navadno pri globinah med 80 in 100 kilometri pod površjem. Ko se delci magme oblikujejo na takšnih globinah, se prično dvigovati. Ta proces v celoti še ni poznan, vsekakor pa temelji na razliki gostot med tekočo magmo in okoliškimi trdnimi kamninami. Prva se pri dvigovanju združuje v večje delce, ki potujejo do površine. Slednje ne prehajajo postopoma in zmerno, pač pa se poprej zbirajo v zbiralniku, imenovanem magmatsko ognjišče, tudi ognjeniški kotel; ko je ta napolnjen in se v njem ustvari dovolj velik pritisk, se material z izbruhom prebije na površje. Izbruhane snovi se v veliki meri odložijo v okolici odprtine (dimnika), kar je osnova za vzpetino.

## Etimologija
Beseda vulkan je povzeta iz sodobnih evropski jezikov: nemško Vulkan, italijansko vulcano, volcano, francosko volcan. Beseda je sodobni pomen "ognjenik" pridobila v 16. stol. Izhaja iz imena Vulcano, vulkanskega otoka v Eolskem otočju v Italiji. Otok je dobil ime po Vulkanu, bogu ognja v Rimski mitologiji. Veda o vulkanih se imenuje vulkanologija.

## Tektonika plošč
Večina ognjenikov se razporeja po določenem znanem redu, in sicer na robovih oziroma stikih tektonskih (litosferskih) plošč. Zraven tega obstajajo pomembne izjeme, tako imenovane vroče točke, ki se pojavljajo na naključnih lokacijah daleč od robov plošč.
Vzrok za razporejenost ognjenikov po površini Zemlje ni bil znan vse do šestdesetih let 20. stoletja, ko je bila uveljavljena teorija o tektonskih ploščah. Govori o nekaj več kot deset ploščah, katerih debelina se giblje med 50 in 150 kilometri, umeščene pa so plavajoče na bolj vročih predelih zemeljske skorje. Te plošče se na svojih robovih bolj ali manj stikajo; prihaja do postopnega razmikanja plošč (divergenca), primikanja (konvergenca) ali vzporednega drsenja.

### Ognjeniki divergentnih prelomnic
Divergentna prelomnica poteka ob robu dveh plošč, ki se ena od druge odmikata. Ob tem prihaja do večjih odprtin, skozi katere bruha magma, ta pa s svojim nalaganjem ustvarja gorske (večinoma oceanske) hrbte. To so večinoma neeksplozivni ognjeniki, ki z bazaltno lavo polnijo prostor med obema ploščama. Večina jih bruha pod morsko gladino, izjema pa so rezultati ognjeniške aktivnosti na Islandiji (tudi ti ognjeniki so bili nekoč potopljeni) ter v Vzhodni Afriki. Med drugim je posledica takšne ognjeniške akumulacije magme otočje Galapagos.

### Ognjeniki konvergentnih prelomnic
Konvergentna prelomnica je stik dveh litosferskih plošč, ki se primikata ena k drugi. Težja plošča, ki tone pod drugo, povzroča pritiske in trenja v notranjosti skorje, kar povzroči silo, potrebno za izbruh magme. Vulkani takšnega izvora, katerih aktivnosti so eksplozivne narave, stojijo večinoma na kopnem in zaradi tega njihovi izbruhi sestavljajo kar 80 odstotkov spiska vseh dokumentiranih izbruhov, kljub temu da je tega nastanka predvidoma le 15 odstotkov vseh izbruhov. Tipični primeri so vulkani v Pacifiškem ognjenem obroču, na primer Kaskadni vulkani ali Japonski arhipelag ali indonezijski Sundski lok.

### Vroče točke
Nekatera področja ognjeniških aktivnosti stojijo daleč od vsakega roba tektonske plošče; imenujejo se vroče točke. Po predvidevanjih nastajajo na mestih, kjer se pod premikajočo ploščo nahajajo stalni viri visokih temperatur, ki povzročajo taljenje in konvekcijo ter ognjeniško aktivnost. Podmorske vroče točke so praviloma neeksplozivne narave, kopenske pa so lahko tako eksplozivne kot neeksplozivne. Po Zemljinem površju je najti 40 ali 50 vročih točk, izmed katerih sta bolj znani Yellowstone in Havaji.

### Razpad kontinenta (rifting)
V notranjosti celine se lahko razvije vztrajno dviganje vročih kamnin, kar lahko vodi do razpokanja. Za zgodnjo fazo razpada so značilni poplavni bazalti, ki lahko napredujejo do točke, ko se tektonska plošča popolnoma razcepi. Med dvema polovicama razcepljene plošče se razvije divergentna prelomnica. Vendar pa razpad pogosto ne uspe popolnoma razcepiti kontinentalne litosfere (na primer v avlakogenu) in za neuspešne razpoke pa so značilni vulkani, ki izbruhnejo neobičajno alkalno lavo ali karbonatite. Primeri vključujejo vulkane Velikega tektonskega jarka.

## Značilnosti vulkanov
Najpogosteje si vulkan predstavljamo kot stožčasto gora, ki iz kraterja na vrhu bruha lavo in strupene pline. Vendar so značilnosti vulkanov veliko bolj zapletene, njihova zgradba in obnašanje pa sta odvisna od številnih dejavnikov. Nekateri vulkani imajo neravne vrhove, ki jih tvorijo lavne kupole in ne pa krater na vrhu, drugi pa imajo krajinske značilnosti, kot so masivne planote. Ognjeniški dimniki, ki bruhajo vulkanski material (vključno z lavo in pepelom) in pline (predvsem paro in magmatske pline), se lahko razvijejo kjerkoli na površju in lahko povzročijo  manjše stožce. Druge vrste vulkanov vključujejo kriovulkane (ali ledene vulkane), zlasti na nekaterih lunah Jupitra, Saturna in Neptuna; in blatne vulkane, ki so tvorbe, ki jih pogosto ne povezujemo z magmatsko aktivnostjo. Aktivni blatni vulkani imajo običajno nižje temperature od temperatur magmatskih vulkanov, razen kadar je blatni vulkan dejansko ognjeniški dimnik magmatskega vulkana.

### Ognjeniški dimniki
Ognjeniški dimniki oz. kamini so ravni, linearni zlomi skozi katere bruha lava.

### Ščitasti ognjeniki
Ščitasti ognjeniki so ognjeniške vzpetine, ki so nastale z izjemno velikimi količinami neeksplozivno izbruhanega materiala in imajo značilna položna pobočja; ta ustvarjajo obliko velikega izbočenega ščita. Na splošno ne eksplodirajo katastrofalno, za njih pa so značilni razmeroma nežni efuzivni izbruhi. Ker nizko vizkozna  magma običajno vsebuje malo kremena, so ščitasti vulkani pogostejši v oceanskih kot v celinskih okoljih. Havajska vulkanska veriga je vrsta ščitastih stožcev, pogosti pa so tudi na Islandiji. Lep primer ščitnega ognjenika je havajski Mauna Loa, ki je od svojega vznožja na dnu Tihega oceana visok 9000 metrov, širok pa 120 kilometrov.

### Vulkanska kupola
Vulkanske kupole se gradijo s počasnimi izbruhi visko viskozne lave. Včasih nastanejo v kraterju prejšnjega vulkanskega izbruha, kot v primeru gore Svete Helene, lahko pa nastanejo tudi neodvisno, kot je to v primeru Lassen Peak. Tako kot stratovulkani lahko povzročijo eksplozivne izbruhe, vendar lava na splošno ne teče daleč od dimnika.

### Pepelni stožci
Pepelni stožci so mnogo manjši vulkani, nastali iz manjših delcev piroklastičnih snovi, izbruh pa je mnogokrat le enkraten. Njihove višine variirajo med 30 in 400 metri. Ti stožci lahko nastanejo tudi na pobočju ali v bližini ognjenikov drugačnega tipa..

### Stratovulkani
1. Magmatsko ognjišče
2. Podlaga
3. Kanal magme
4. Base
5. Sill
6. Dajk
7. Plasti izbruhanega vulkanskega pepela
8. Flank
9. Plasti izbruhanega vulkanskega pepela
10. Throat
11. Parasitic cone
12. Tok lave
13. Dimnik
14. Krater
15. Oblak pepela

Stratovulkani, znani tudi pod imenom sestavljeni ali kompozitni ognjeniki, so mešanica različnih izbruhanih materialov, ki se nalagajo v več plasteh in povišujejo vzpetino. Ta vzpetina lahko v eksploziji izgubi svoj vrh, v nastali kotanji pa se po novih izbruhih lahko oblikuje gomila strjene magme, imenovana ognjeniška kupola (Sv. Helena, ZDA). Vulkani takšnega tipa so glede na zunanjo obliko najbolj znani ognjeniki, kot npr. Fuji na Japonskem in Mayon na Filipinih.
Pepel, ki nastane ob eksplozivnem izbruhu stratovulkanov, je zgodovinsko predstavljal največjo vulkansko nevarnost za civilizacije. Lava stratovulkanov vsebuje več kremena in je zato veliko bolj viskozne kot lava iz ščitastih ognjenikov. Lave z visoko vsebnostjo kremena vsebujejo tudi več raztopljenega plina. Kombinacija je smrtonosna in spodbuja eksplozivne izbruhe, ki proizvajajo velike količine pepela, pa tudi piroklastične sunke, kot je tisti, ki je leta 1902 uničil mesto Saint-Pierre na Martiniku. Stratovulkani so tudi bolj strmi od ščitastih ognjenikov z nakloni 30–35°, njihova ohlapna tefra pa je material za nevarne lahare. Veliki koščki tefre se imenujejo vulkanske bombe. Večje bombe lahko merijo več kot 1,2 metra in tehtajo več ton.

### Supervulkani
Supervulkan je vulkan, ki izbruhnil enkrat ali večkrat, in je proizvedel več kot 1.000 km3 vulkanskih depozitov v enem eksplozivnem dogodku. Do takšnih izbruhov pride, ko se v katastrofalnem izbruhu, ki ustvari kaldero, izprazni zelo veliko magmatsko ognjišče polno kremenčeve magme  bogate s plinom.
Supervulkan lahko povzroči opustošenje v celinskem merilu. Takšni vulkani lahko zaradi velikih količin žvepla in pepela, ki se sproščajo v ozračje, še dolga leta po izbruhu močno ohladijo celotno atmosfero planeta. So najnevarnejša vrsta vulkana. Primeri vključujejo kaldero Yellowstone v Narodnem parku Yellowstone in kaldero Valles v Novi Mehiki (obe v zahodni ZDA); Taupō na Novi Zelandiji; Jezero Toba na Sumatri, Indonezija; in krater Ngorongoro v Tanzaniji. Na srečo so izbruhi supervulkanov zelo redki dogodki, čeprav je zaradi ogromnega območja, ki ga pokrivajo in kasnejšega prikritja pod vegetacijo in ledeniškimi usedlinami, supervulkane težko geološko identificirati brez natančnega geološkega kartiranja.

### Drugo
Ognjenik ob razpoki se pojavi  tam, kjer magma prodre na površje skozi vrsto navpičnih razpok v Zemljini skorji, ki so nastale zaradi razmikanja tektonskih plošč.
Ognjenik iz pepela in žlindre je stožčasti ognjenik.
Razvejeni ognjenik so ognjeniki, ki imajo poleg izbruha iz glavnega kraterja tudi stranske kanale iz katerih izteka lava.
Kaldere so okrogle ali ovalne nižinske površine, ki jih obdaja višji obroč kamnin (vzpetin). Njihov nastanek je povezan bodisi z eksplozivno odstranitvijo vrha ognjenika, bodisi s podorom, ki je nastal zaradi praznine v ognjeniškem kotlu ter pomanjkanja podpore površinskim plastem. Rezultat je kotanja, ki jo obdajajo nekdanja pobočja vzpetine. V takšni kotanji lahko nastane jezero ali pa zraste nova vzpetina, ki priča o nadaljnji aktivnosti ognjenika po prvotnem podoru. Izbruhi, ki povzročijo kaldere, so najmočnejši in najnevarnejši, njihove usedline je moč zaslediti v več tisoč kilometrov oddaljenih krajih. Kaldera je tako nastala na grškem vulkanskem otoku Santorini ter na področju severnoameriških ognjenikov Yellowstone in Mazama (jezero Crater Lake). V kalderi lahko nastanejo sekundarni kalderski ognjeniki.
Ravnine oziroma ognjeniški platoji, ki jih naredijo ognjeniki, so največje površinske oblike vulkanskega nastanka. So rezultat velikih količin tekoče lave, ki preplavi ravnino ali pa piroklastičnih usedlin, ki so v veliki masi nanešene daleč naokoli. Ognjeniški platoji lahko zavzemajo tudi več tisoč kvadratnih kilometrov. Na teh platojih stoji del Islandije.
Ker se največ ognjeniške dejavnosti odvije na morskem dnu, tudi tamkajšnji ognjeniki številčno daleč prekašajo kopenske. Nekateri pa kljub svoji lokaciji pod gladino morja izbruhajo svoj material nad slednjo, kar velja zlasti za plitvo potopljene dimnike. Večina podmorskih ognjenikov pa zaradi svoje globine tudi v času najmočnejših izbruhov ne vpliva na površinske predele. Nekateri ognjeniki tega tipa lahko z vztrajnim nalaganjem magmatskih kamnin ustvarijo stožce, ki zaradi svoje višine sežejo nad morsko gladino; takšnega izvora je otok Islandija.

## Ognjeniški material
Material, ki se izbruha v vulkanskem izbruhu, lahko razdelimo v tri vrste:
1. Vulkanski plini, mešanica večinoma iz pare, ogljikovega dioksida in žveplove spojine (bodisi žveplov dioksid, SO2 ali vodikov sulfid, H2S, odvisno od temperature)
2. Lava, ki jo poimenujemo magma, ko se pojavi in teče po površini
3. Tefra, delci trdnega materiala vseh oblik in velikosti, ki se izvržejo in vržejo po zraku[14][15]

Tip in količina materiala, ki ga vulkan izbruha, sta odvisna od več dejavnikov, med drugim od sestave magme v ognjeniku.

### Vulkanski plini
Največji del mešanice plinov v izbruhanem materialu predstavlja vodna para, ki nastane iz tekoče vode, s katero je v stik prišla vroča magma. Drugi plini so pred izbruhom vsebina same magme, mnogokrat pa povzročijo za izbruh potreben pritisk in silo. Ker je plin nemalokrat pomešan s piroklastičnimi delci, ima temen izgled. Poleg pare navadno vsebuje še ogljikov in žveplov dioksid ter manjše količine klorovih in fluorovih plinov.

### Tokovi lave
Lava je staljena magmatska kamnina, ki prodre na površje v obliki tekočine. Razdeljena je zlasti po svoji viskoziteti oziroma židkosti. Tvori različne kamnine, med katere sodijo tudi bazalt, andezit, dacit in riolit.

#### Zgradba
Obliko in slog izbruha vulkana v veliki meri določa sestava lave, ki jo vulkan izbruhne. Viskoznost (kako tekoča je lava) in količina raztopljenega plina sta najpomembnejši lastnosti magme, oboje pa v veliki meri določa količina kremena v magmi. Magma bogata s kremenom, je veliko bolj viskozna od magme, ki je revna s kremenom.
Lavo lahko na splošno razvrstimo v štiri različne kompozicije:
- Če izbruhnjena magma vsebuje visok odstotek (> 63%) kremena, se lavo opiše kot felzično. Felzična lava (daciti ali rioliti) je visoko viskozna[17] in tvori lavne igle in kupole.  Lassen Peak v Kaliforniji je primer vulkana, ki je nastal iz felzične lave in je pravzaprav velika kupola lave.[18] Piroklastični tokovi  so zelo nevarni produkti tovrstnih vulkanov in so zmes vročih vulkanskih plinov, pepela, lavnih kapljic in piroklastov, ki bruha iz stožca ognjenika in se zaradi težnosti z veliko hitrostjo pomika po pobočju navzdol, tako da lahko povzroči katastrofalna razdejanja. Ne smemo ga zamenjati z blatnim tokom vulkanskega gradiva (lahar), ki je mešanica vode, vulkanskega pepela in drugih vulkanskih odkladnin, ki na območju dejavnega ognjenika (med bruhanjem so v zraku številna kondenzacijska jedra) nastane po močnem deževju in se zaradi sile težnosti hitro premika po pobočju ognjenika navzdol. V naseljih na spodnjem delu pobočij ognjenika ali na njegovem vznožju lahko povzroči razdejanje katastrofalnih razsežnosti.
- Če izbruhnjena magma vsebuje 52–63% kremena, je lava vmesne sestave ali andezitna. Vmesne magme so značilne a stratovulkane.[19] Najpogosteje nastanejo na konvergentnih stikih tektonskih plošč.
- Če izbruhnjena magma vsebuje <52% in> 45% kremena, se lava imenuje mafična (ker vsebuje višji odstotek magnezija (Mg) in železa (Fe)) ali bazaltna. Te lave so običajno vroče in veliko manj viskozne kot felzične lave.
- Nekatere izbruhane magme vsebujejo <= 45% kremena in proizvajajo ultramafično lavo. Ultramafični tokovi, znani tudi kot komatiiti, so zelo redki; zelo malo jih je izbruhnilo na zemeljski površini od proterozoika, ko je bil toplotni tok planeta večji. So (ali so bile) najbolj vroče lave in so bile verjetno bolj tekoče od običajnih mafičnih lav.[20]

Žlindrasta lava so nepravilno oblikovani, mehurjasto porozni kosi lave, ki so lahko vulkanski izmečki, lahko pa nastanejo tudi na zgornji ali spodnji strani lavnega toka. Ko se na ta način nastala kamnina ohladi, je zaradi majhne gostote zelo lahka. V to vrsto kamnin spada plovec (penasto napihnjena magmatska kamnina, nastala ob hitrem izločanju plinov med strjevanjem lave in je zaradi velike poroznosti tako lahka, da plava na vodi).

### Tefra
Piroklastične snovi tvorijo vsi kamninski delci, ki jih ognjenik izbruha v zrak. To so največkrat tuf, žlindra in vulkanski pepel. Slednjega tvorijo delci, katerih premer je manjši od 2 milimetrov, njihov posebno majhen del (vulkanski prah) pa v premeru meri največ 0,06 mm. Piroklastični delci pa v nekaterih primerih dosežejo izjemne velikosti; t. i. ognjeniške bombe dosegajo tudi velikosti manjšega avtomobila.

## Izbruh ognjenika
Izbruh (erupcija) ognjenikov povzročijo veliki pritiski v vulkanskih kotlih pod površino. Ti izbruhi so glede na sestavo in razporeditev magme eksplozivne ali neeksplozivne narave.
Eksplozija ponese nad zemeljsko površje magmo v obliki raztrganih delcev, ki tvorijo piroklastične materiale. Nastane ob izbruhu magme, sestavljene iz bolj debelih zrn, kakršna so andezitna in dacitna zrna v nasprotju z bazaltnimi. Traja lahko nekaj ur ali več dni, manjši delci pa potujejo zelo daleč po atmosferi. Posebno močne eksplozije se imenujejo Plinijeve eksplozije po rimskem naravoslovcu Pliniju Mlajšem. Zelo divji izbruh je uprizorila Sveta Helena maja 1980, ko se je njen vrh zaradi eksplozije znižal za 400 metrov, prišlo pa je tudi do uničenja 57 človeških življenj ter velike gmotne in naravne škode, zaradi česar ta izbruh velja za najbolj uničujočega v dokumentirani zgodovini Združenih držav.
Vulkanski izbruhi neeksplozivne vrste izvržejo tekočo lavo, ki oblikuje navadno po pobočju tekoč ognjeniški tok. To je lava z manjšo židkostjo, mnogokrat bazaltna. V tem primeru se v zraku znajde malo piroklastičnega materiala. Izbruhi tega tipa so značilni med drugim za havajsko otočje.
Lavomet je curek magme, ki brizga skozi ozko ognjeniško žrelo, kot na primer na Havajih, kjer ognjenik bruha lavo tudi v do 200 m visokih curkih.

## Delitev ognjenikov
Klasifikacija različnih ognjenikov temelji na več lastnostih, največkrat pa na njihovi obliki in velikosti, tipu in količini izbruhanega materiala ter pogostosti bruhanja. Osnovne vrste so stratovulkani, ščitni vulkani, pepelni stožci, platojski ognjeniki in kaldere.

### Aktivni, speči in ugasli ognjeniki
Status aktivnosti ognjenikov je mnogokrat nedorečen, saj je ta merjena v časovnih okvirjih geološke zgodovine, to pa pomeni, da posamezni vulkani svoje sile lahko sprostijo na zelo dolge periode, tudi več sto tisoč let.
Med aktivne ognjenike so navadno uvrščeni ognjeniki, ki bruhajo ali kažejo druge znake življenja (povzročanje potresov, sproščanje pare idr.) trenutno oziroma so to počeli v preteklih letih. Po drugih kriterijih so za aktivne označeni vulkani, ki so bruhali v času pisane zgodovine. Podatki pa so z vidika relativnosti pisane zgodovine okrnjeni, saj dokumentirana zgodovina Sredozemlja sega 3000 in več let v preteklost, medtem ko je najstarejša dokumentacija za Havaje in ZDA stara nekaj sto let.
Speči so vsi vulkani, ki v tem trenutku niso aktivni, a lahko po predvidevanjih to postanejo.
Ognjeniki, za katere ne gre predvidevati nadaljnjih aktivnosti, so izumrli oziroma mrtvi ali ugasli. Nejasnosti se nahajajo zlasti okoli vprašanja, ali bo na videz ugasel ognjenik še kdaj sprostil silo ali ne. Nekateri vulkani, mnogokrat imenovani supervulkani (vulkani, ki imajo potencial vplivanja na območje velikih razsežnosti), so namreč speči že več od 500.000 let, a je to popolnoma normalno dolga perioda njihove aktivnosti. Potemtakem je moč ognjenik Yellowstone, ki ni kazal intenzivne aktivnosti približno 640.000 let, obravnavati kot ugasel, na drugi strani pa velja poudariti njegovo vsakodnevno izpuščanje pare in plinov, ki bi ga lahko uvrstilo med zelo aktivne ognjenike.

## Pomembnejši ognjeniki

### Nekateri ognjeniki na Zemlji
- Aso (Japonska]]
- Mount Baker (ZDA)
- Cold Bay (Aljaska)
- El Chichon/El Chichonal (Mehika)
- Citlaltépetl/Pico de Orizaba (Mehika)
- Cotopaxi (Ekvador)
- Fudži (Japonska)
- Mount Hood (ZDA)
- Mount Erebus (Antarktika)
- Etna (Italija)
- Krafla (Islandija)
- Hekla (Islandija)
- Kick-'em-Jenny (Grenada)
- Kilauea (Havaji)
- Ključevska Sopka (Rusija)
- Krakatau (Indonezija)
- Mauna Kea (Havaji)
- Mauna Loa (Havaji)
- El Misti (Peru)
- Novarupta (Aljaska)
- Paricutín (Mehika)
- Pinatubo (Filipini)
- Popocatépetl (Mehika)
- Sakuradžima (Japonska)
- Santorini (Grčija)
- Soufriere Hills (Montserrat)
- Stromboli (Italija)
- Vulcano (Italija)
- Mount Rainier (ZDA)
- Mount Shasta (ZDA)
- Sveta Helena (ZDA)
- Surtsey (Islandija)
- Tambora (Indonezija)
- Teide (Kanarski otoki)
- White Island (Nova Zelandija)
- Vezuv (Italija)
- Mayon (Filipini)
- Methana (Grčija)

### Ognjeniki v drugih delih Osončja
Zemljina Luna nima večjih in vidnejših ognjenikov, a je na njegnem površju moč zaznati površinske oblike, ki jih praviloma ustvarja vulkan.
Zemlji bližnji planet Venera je po vsej verjetnosti močno vulkanski, saj njegovo površino prekrivajo kamnine, katerih 90-odstotni gradnik je bazalt. Zraven tega je videti mnogo tokov lave, pa tudi površinske oblike, ki jih gre pripisati drugačnim vrstam ognjeniške dejavnosti, kot jo poznamo na Zemlji. Marsovo površje je dom več ščitnih ognjenikov, ki so izumrli; po svoji velikosti pa daleč presegajo katerikoli ognjenik na Zemlji. To so Arsia Mons, Ascraeus Mons, Hecates Mons, Pavonis Mons in Olympus Mons, izmed katerih slednja v višino meri okoli 27.000 metrov in je kot taka najvišja znana gora v Osončju. Vsi izmed naštetih ognjenikov so mrtvi že več milijonov let, evropsko plovilo Mars Express pa je na tem planetu našlo pojave, ki namigujejo na ognjeniško aktivnost v bližnji preteklosti.
Najbolj ognjeniško aktivno telo v Osončju je Jupitrov naravni satelit Io. Prekrit je z ognjeniki, ki bruhajo žveplo, žveplov dioksid in silikatne kamnine. Lave na njem so najbolj vroče v Osončju, dosegajo namreč več kot 1500 °C. Površje je staro le kakih 60 milijonov let, iz česar se lahko sklepa na stalno prekrivanje z novimi masami vulkanskih snovi. Na luni Io se je februarja 2001 zgodil največji znani izbruh v Osončju.
Leta 1989, ko je mimo Neptunove ledene lune Triton potovala sonda Voyager 2, so bili opaženi ledeni ognjeniki ali kriovulkani. Te je opazila tudi sonda Cassini-Huygens leta 2005, in sicer v obliki zmrznjenih bruhajočih kosov na Saturnovem satelitu Enkeladu. Podobno naj bi na luni istega planeta Titan iz kriovulkana bruhal metan, kar bi pojasnilo velike vsebnosti tega v njegovem ozračju. Kriovulkanizem je po nekaterih domnevah prisoten tudi na telesu v Kuiperjevem pasu Kvaoarju.